# Projektplanung
Die Projektplanung ist eine zentrale Teilaufgabe des Projektmanagements. Unabhängig vom gewählten Vorgehensmodell bildet sie die Grundlage für die Projektdurchführung. Besonders bei Projekten mit großer Tragweite und klar definierter Zielsetzung kann eine eigenständige Planungsphase vor dem eigentlichen Projektstart sinnvoll sein. Dieses Vorgehen ist jedoch nicht für alle Projekttypen gleichermaßen geeignet. Grundsätzlich gilt, dass Planung und Steuerung von Aktivitäten während der gesamten Projektlaufzeit in einem kontinuierlichen Wechselspiel stehen. Sie beeinflussen sich gegenseitig und sind daher nicht strikt voneinander zu trennen (vgl. PDCA-Zyklus).

## Essenzielle Fragen
Aus dem Anspruch, Projekte effizient und effektiv umzusetzen, ergeben sich zentrale Fragestellungen, die im Rahmen der Projektplanung geklärt werden müssen. Dazu zählen insbesondere die essenziellen Fragen des Projektmanagements:
- Wie kann/soll das Vorhaben umgesetzt werden?
- Bis wann?
- Wie viel wird es kosten?

Steht der Endtermin bereits fest, stellt sich alternativ die Frage, welcher Teil des Vorhabens innerhalb des gegebenen Zeitrahmens realisierbar ist.

## Eingangsgrößen
Die Projektplanung basiert in der Regel auf dem Projektauftrag. Dieser legt die Anforderungen sowohl an das Projektergebnis als auch an den Ablauf fest und definiert damit Zielsetzung und Umfang des Vorhabens. Im Rahmen der Planung werden diese Anforderungen in konkrete, ausführbare Arbeitspakete überführt.
Typische Eingangsgrößen der Projektplanung sind:
1. Anforderungen der Stakeholder
2. Ausgangssituation
3. Randbedingungen - beispielsweise einzuhaltende Prozesse, technische und organisatorische Infrastruktur, verfügbares Personal und Einsatzmittel, Budgetvorgaben und gesetzliche Vorgaben.

## Planungsartefakte
Im Rahmen der Projektplanung entstehen verschiedene Planungsdokumente und Artefakte, die unterschiedliche Aspekte des Projekts abbilden. Typische Elemente sind:
- Projektauftrag
- Backlog
- Projektorganigramm
- Projektstrukturplan
- Terminplan
- Personal- und Einsatzmittelplan
- Kostenplan
- Risikomaßnahmenplan

Diese Artefakte sind nicht als isolierte Einzeldokumente zu verstehen, sondern als miteinander verknüpfte Bestandteile eines integrierten Planungsprozesses. Sie behandeln unterschiedliche Fragestellungen, stehen jedoch in wechselseitiger Abhängigkeit zueinander und dienen dazu, die essenziellen Fragen des Projektmanagements zu beantworten.
Änderungen in einem Planungsartefakt – etwa die Erweiterung des Projektumfangs durch ein zusätzliches Arbeitspaket im Projektauftrag – erfordern entsprechende Anpassungen in anderen Artefakten wie dem Projektstrukturplan, dem Terminplan, dem Kosten- und Personaleinsatzplan.
Die genannten Artefakte müssen nicht zwingend als eigenständige Dokumente vorliegen. Je nach Projektkomplexität und eingesetzter Softwaretools können sie zusammengefasst, weiter untergliedert oder in anderer geeigneter Form dokumentiert werden.

## Zwei Arten von Plänen
In der Projektplanung lassen sich grundsätzlich zwei Arten von Plänen unterscheiden:

### Statische Pläne
Statische Pläne dienen als Anleitungen oder der Beschreibungen zur standardisierten Durchführung wiederkehrender Aufgaben. Sie zeichnen sich durch eine hohe Beständigkeit und geringe Abhängigkeit von kurzfristigen Veränderungen aus. Beispiele hierfür sind Aufbauanleitungen, Schaltpläne, Notfallpläne, Qualitätssicherungspläne, Fertigungszeichnungen oder Prozessbeschreibungen. Diese Pläne behalten ihre Gültigkeit in der Regel über längere Zeiträume hinweg.

### Dynamische Pläne
Dynamische Pläne hingegen sind auf die gedankliche Vorwegnahme zukünftiger Abläufe ausgerichtet. Sie basieren auf Annahmen über künftige Entwicklungen und beschreiben eine Abfolge geplanter Aktivitäten, um ein definiertes Ziel zu erreichen. Aufgrund inhärenter Unsicherheiten und sich ändernder Rahmenbedingungen müssen dynamische Pläne regelmäßig überprüft und angepasst werden. Ihre Gültigkeit ist stark von aktuellen Entwicklungen und neuen Erkenntnissen abhängig.

## Planungstiefe und Planungshorizont
Die Projektplanung kann hinsichtlich ihres Detaillierungsgrads (Planungstiefe) und des zeitlichen Bezugsrahmens (Planungshorizont) variieren. Das hängt maßgeblich vom Grad der Unsicherheit im Projekt ab. Ist der Weg zur Umsetzung weitgehend bekannt und das Projektziel klar definiert, bietet eine detaillierte Planung Vorteile: Sie erhöht die Prognosegenauigkeit und hilft, potenzielle Risiken frühzeitig zu erkennen und zu minimieren. Bei hoher Unsicherheit – etwa bei unklaren Anforderungen oder neuartigen Vorhaben – ist eine tiefgehende und langfristige Planung hingegen oft wenig zielführend. In solchen Fällen kann eine grobe, schrittweise Planung mit regelmäßigem Abgleich geeigneter sein, um flexibel auf neue Erkenntnisse reagieren zu können.
Die Projektplanung kann zu Projektbeginn mit einem geringen Detaillierungsgrad erstellt werden und im weiteren Projektverlauf verfeinert werden.

## Planverfolgung und Plananpassung
Im Laufe des Projekts werden in aller Regel Anpassungen notwendig. Dazu muss zwischen allen Beteiligten Konsens herbeigeführt werden, der sowohl den Erkenntnisfortschritt einbezieht als auch die ursprüngliche Zielsetzung aufrechterhält und gegebenenfalls fortschreibt. Der Bedarf der Anpassung ergibt sich beispielsweise aus:
- neue tatsächliche Anforderungen liegen vor
- neue Lösungsansätze für die technische Ausführung werden bekannt
- geänderte Konfiguration der Projektergebnisse wird gefordert
- überholte Rahmen, Randbedingungen, Prämissen und Anfangsbedingungen werden erkannt
- ursprünglich eingeplante Ressourcen (Mitarbeiter, Maschinen, Material, Infrastruktur etc.) stehen nicht wie geplant zur Verfügung oder müssen ausgetauscht werden
- Änderungen von Kerndaten (Zeit, Qualität, Kosten) treten auf

Alle solche Ursachen machen zusätzliche Maßnahmen erforderlich, die in den Plan eingearbeitet werden müssen, nachdem der notwendige Konsens erreicht ist. Derartige Änderungen müssen in der Planung nachvollzogen werden, um weiterhin die Gestaltungsprozesse führen zu können und für die Beteiligten die erforderlichen Auswertungen und Berichte nutzen zu können. Die formale Dokumentation und Verabschiedung solcher Anpassungen erfolgt im Rahmen des Änderungswesens.
Auch wenn kleine Anpassungen in der Praxis häufig stillschweigend nebenbei erfolgen, empfiehlt sich der konsequente Einsatz eines formellen Änderungsverfahrens, das den zugrunde liegenden Konsens dokumentiert. Plananpassungen sind in der Regel mit Kosten, längeren Projektzeiten oder anderen Konsequenzen verbunden, für die die Projektleitung verantwortlich ist. Ein Änderungswesen dient somit zum einen der Absicherung des Projekterfolgs und zum anderen der formellen Vertragserfüllung. Die Projektleitung liefert mit einer aktualisierten Planung einen Beitrag zur validen Zielorientierung im Projekt.

## Unterstützende Software
Zur Unterstützung der Projektplanung kann Projektmanagementsoftware eingesetzt werden. Sie dient der Erstellung, Dokumentation und Kommunikation von Planungsinhalten sowie der Koordination zwischen den Projektbeteiligten. Darüber hinaus ermöglicht sie die laufende Überwachung der Planerfüllung und unterstützt bei der Anpassung der Planung an veränderte Rahmenbedingungen.